# Finhaut
Finhaut je obec v západní (frankofonní) části Švýcarska, v kantonu Valais. Žije zde 379 obyvatel.

## Geografie

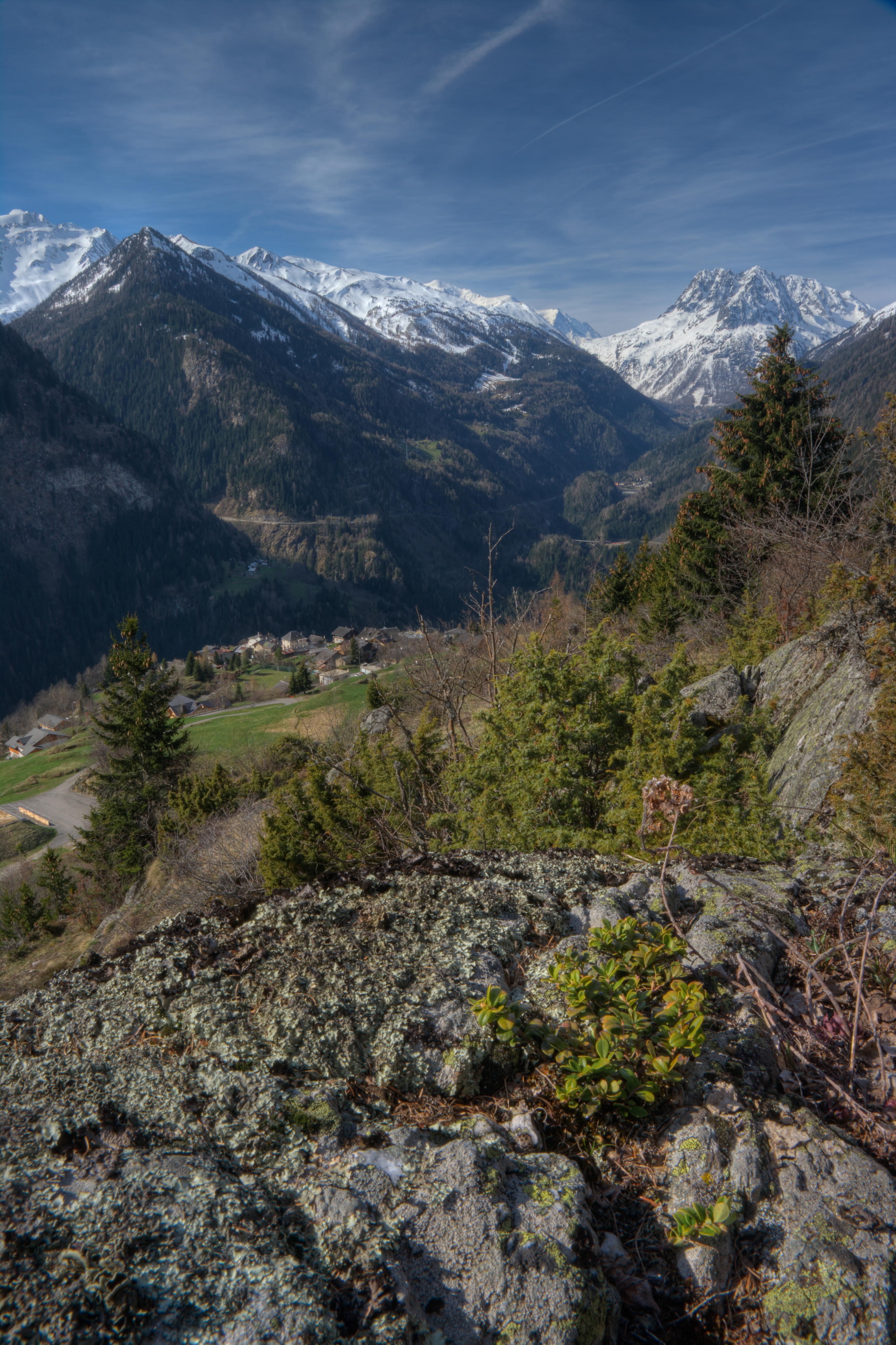
Finhaut

Finhaut se nachází v horní části údolí Vallée du Trient, kterým protéká řeka Trient, přítok Rhôny.
Hranici s Francií vyznačuje řada vrcholů ve Walliských Alpách: Pointe de la Finive (2838 m n. m.), Le Cheval Blanc (2831 m n. m.), Pointe de la Terrasse (2732 m n. m.) a Les Perrons (2674 m n. m.). Tyto čtyři vrcholy na západě obce uzavírají údolí, v němž je jezero Lac du Vieux Emosson přehrazeno obloukovou přehradou Vieux-Emosson (dokončena v roce 1955). Na východě, směrem po proudu, leží údolní kotlina Emosson, kde se na území obce nachází dolní část jezera Lac d’Emosson, které je přehrazeno obloukovou přehradou Emosson (dokončena v roce 1975). Řeka La Barberine, jižní výtok z jezera, tvoří hranici s Francií, která byla v oblasti přehrady předmětem územní výměny. V údolí východně tekoucího jezera Eau Noire, do kterého se Barberine vlévá, leží vlevo vesnice Le Châtelard-Frontière, Le Châtelard-Village a o něco výše Giétroz na svahu masivu Bel Oiseau (2628 m n. m.) - jezero Eau Noir tvoří rovněž hranici obce s Trientem. Severně od vrcholu Tête Noire (1199 m n. m.) v Trientu se vlévá do Trientu, a tím i do hlavního údolí; severně od soutoku leží na jižním svahu obec Finhaut. Východně od Finhautu probíhá hranice obce se Salvanem, která se klikatí od Eau Noir včetně Tête de la Boffa (1426 m n. m.) k Mont de la Barme (2307 m n. m.) a západním směrem k nejnižšímu ze tří vrcholů La Rebarme (2421 m n. m.). Jihozápadním směrem vede hranice po úbočí Dent de Fenestral k severnímu vrcholu Bel Oiseau (2643 m n. m.). Mezi Bel Oiseau a Oeil de Boeuf (2653 m n. m.), na který navazuje Pointe de la Finive, leží údolí Vallon de Barberine, v němž se nachází jezero Lac d’Emosson. Hranice obce vede po nejužším místě mezi Vallon a povodím Emossonu, kde se uprostřed rozšířeného jezera nachází také stará sypaná hráz Barberine (dokončená v roce 1925).
Sousedními obcemi jsou ve směru hodinových ručiček od severu Salvan a Trient. Na jihu a západě sousedí Finhaut s departementem Horní Savojsko ve francouzském regionu Auvergne-Rhône-Alpes; přímým sousedem je francouzská obec Vallorcine.

## Historie
První zmínka o obci pochází z roku 1293 pod názvem Finyaux.
Finhaut původně tvořil čtvrtinu kastelánství Salvan, které až do roku 1798 patřilo opatství Saint-Maurice. V roce 1649 se Finhaut oddělil od Salvanu, s nímž tvořil komunu, a stal se sídlem správce. Ke konečnému oddělení komunálních statků došlo až v roce 1874. V roce 1649 se farním kostelem stala kaple Nanebevzetí Panny Marie a svatého Šebestiána, postavená v roce 1638. V letech 1928–29 byl postaven nový farní kostel. Obce Finhaut a Salvan bojovaly o své alpské pastviny proti obyvatelům oblasti Faucigny (Vallorcine, Chamonix) a svůj majetek si zajistili v roce 1323 porážkou Guillauma de Thoire v Emossonu. Rozšíření kantonální silnice Vernayaz – Finhaut – Chamonix v letech 1855–1867 a železniční tratě Martigny–Chamonix v roce 1906 otevřely obec turistickému ruchu a přinesly prosperitu.

## Obyvatelstvo

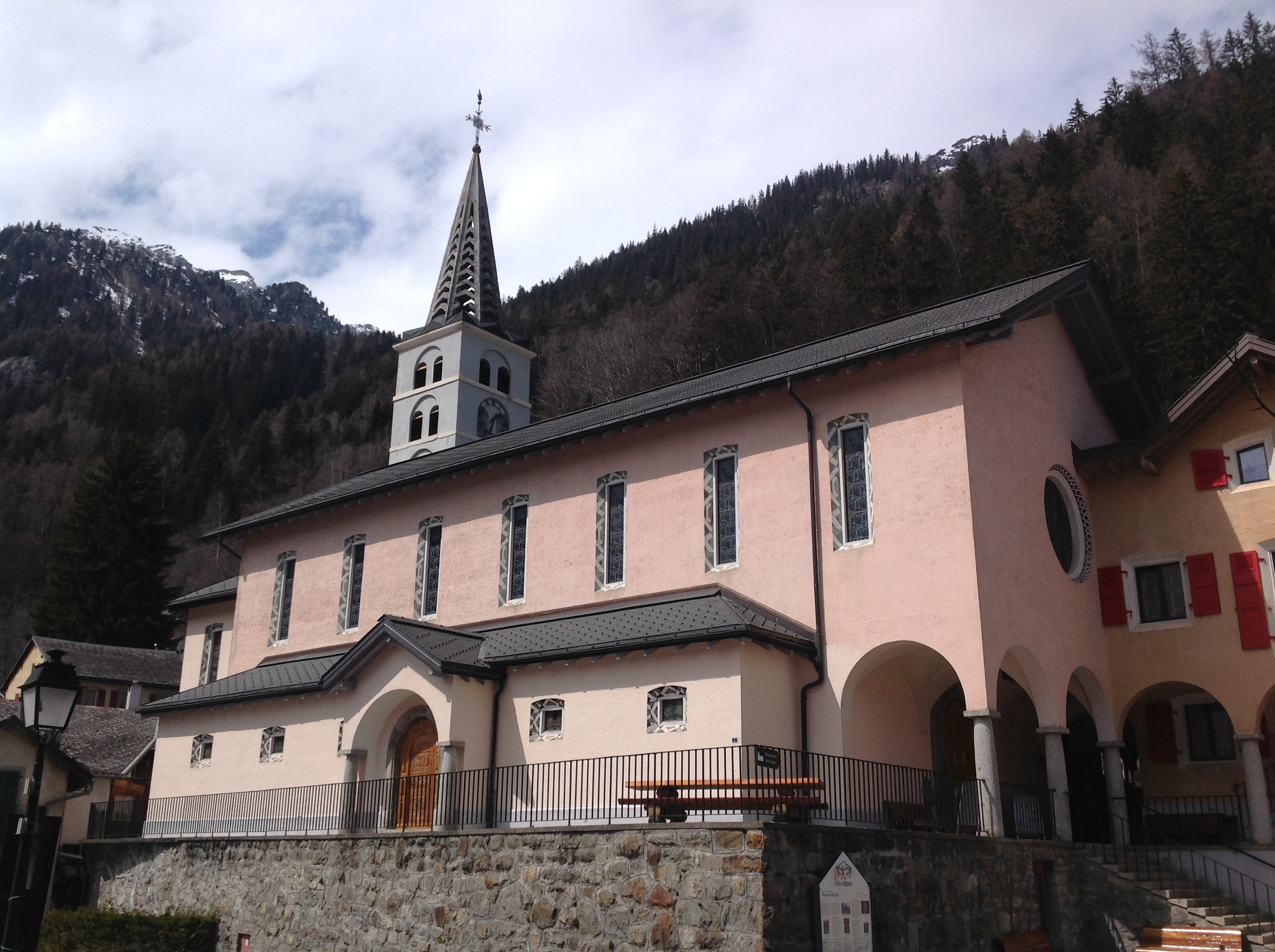
Kostel v obci

| Rok            | 1798 | 1850 | 1900 | 1950 | 2000 | 2010 | 2012 | 2014 | 2016 |
| Počet obyvatel | 347  | 470  | 433  | 492  | 318  | 398  | 446  | 489  | 419  |

## Doprava

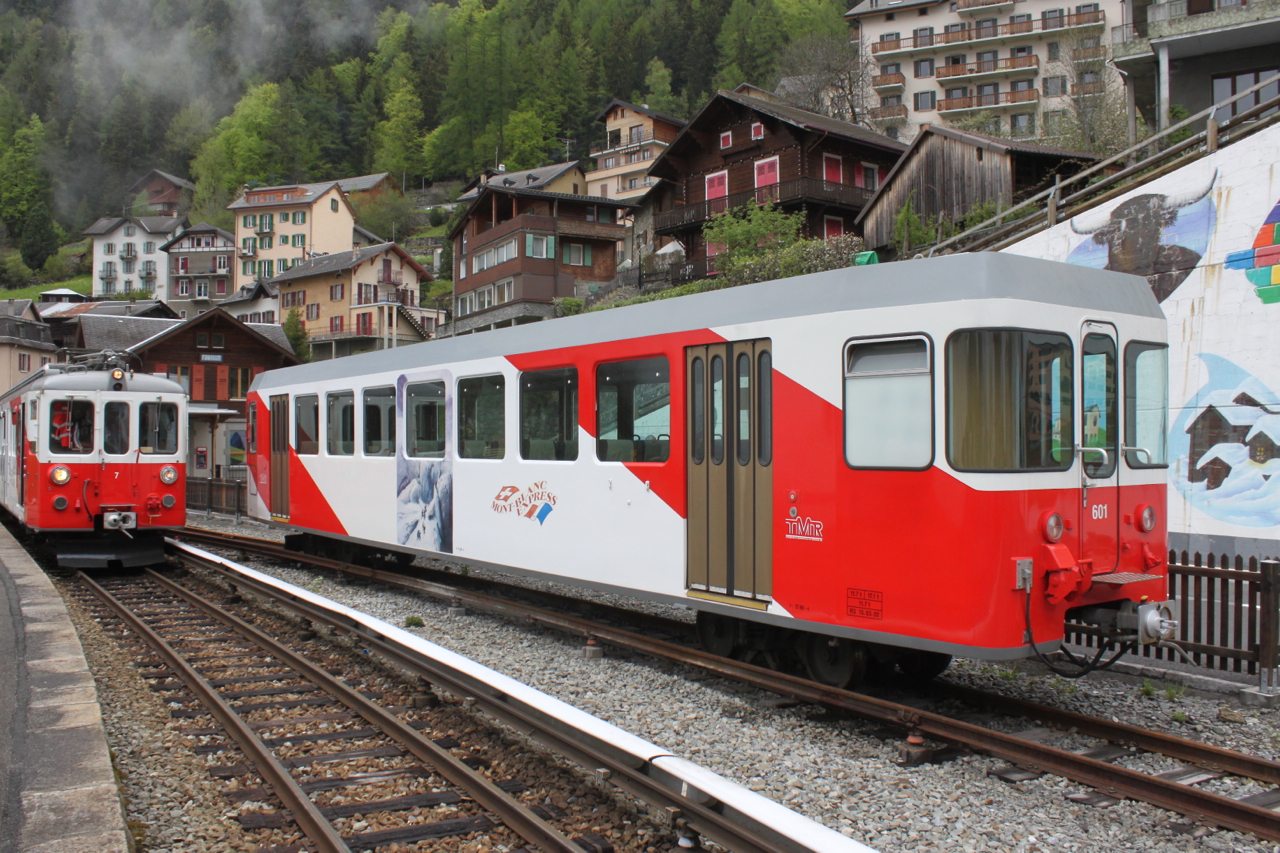
Vlaky ve stanici Finhaut

V roce 1867 byla dokončena kantonální silnice z Vernayaz přes Finhaut směrem na Chamonix. Železničního spojení se obec dočkala v roce 1906, kdy byla otevřena metrová železniční trať z Martigny přes Le Châtelard a Vallorcine do Chamonix, jejíž švýcarský úsek vybudovala dráha Martigny-Châtelard (Chemin de fer Martigny–Châtelard, MC). Obec je obsluhována linkou Mont Blanc Express přes tři železniční stanice. Od sloučení dráhy Martigny-Châtelard s dalšími společnostmi je provozovatelem společnost Transports de Martigny et Régions (TMR).